# Bobbi Trout
Evelyn « Bobbi » Trout (7 janvier 1906–24 janvier 2003) est l'une des pionnières américaines de l’aviation, reconnue pour avoir réalisé des records en aviation, de durée de vol, en solo, de nuit et d'altitude en 1928 et 1929. Elle participe à la première édition du Women's Air Derby de 1929. Evelyn obtient le surnom de « Bobbi » quand elle copie la coiffure de 1928 de l'actrice Irene Castle, ayant une coupe de cheveux courte nommée « bob ».

## Enfance
Evelyn Trout est née le 9 janvier 1906 de Lola Denman et George Trout à Greenup dans l'Illinois. Evelyn Trout encore à l'école pense devenir une architecte. Elle apprécie les sports de compétition et pratique en particulier la natation. En 1918, en voyant passer un avion au-dessus de Greenup, elle se découvre une passion pour l'aviation. En 1920, la famille Trout déménage en Californie et achète The Radio Service Station, une station-service. Un jour, alors qu'elle sert de l'essence à un des clients, elle lui parle de ses rêves d'aviation. Le hasard fait que ce client, W. E. « Tommy » Thomas, vient d'acquérir un avion, un Curtiss JN-4. Il lui propose un baptême de l'air ; ce qu'elle réalise le 27 décembre 1922, à Rogers Airport, aéroport appelé aussi Charles Chaplin's Chaplin Airdrome, situé dans West Los Angeles et qui n'existe plus aujourd'hui.

## Brevet de pilote
Elle économise les 2 500 $ qui lui permettent de prendre des cours de pilotage. Le 1er janvier 1928, elle s'inscrit à l'école de pilotage de Burdett Fuller (the Burdett Airlines, Inc., School of Aviation). Dans le livre de Karen Bush Gibson, Femmes aviatrices, elle raconte que lors d'une leçon de vol portant sur les atterrissages d'urgence, le jeune instructeur demande à Evelyn Trout d'exécuter un virage trois-quarts et de se poser. Evelyn Trout dit que l'altitude est trop faible pour le réaliser. L'instructeur insiste et marque son désaccord en décidant « qu'il montrerait à cette jeune fille aux opinions arrêtées ce qu'un pilote masculin pouvait faire » selon ses propres termes. Le résultat fut que l'avion, un Curtiss Jenny, s'écrase au sol. Ce sera le seul et dernier cours d'Evelyn Trout avec cet instructeur.
Cet accident n'entame pas la détermination d'Evelyn Trout qui réalise son premier vol solo le 30 avril 1928 et reçoit son brevet de pilote. Au printemps 1928, sa mère lui achète un biplan 4 places, un International K-6. Evelyn Trout reçoit sa carte de pilote le 1er septembre 1928 du département du Commerce des États-Unis. Elle est la cinquième femme américaine à détenir une licence de pilote, portant le numéro 7027. Sa carte de la Fédération aéronautique internationale est signée d'Orville Wright alors président de la fédération.

## Carrière aérienne

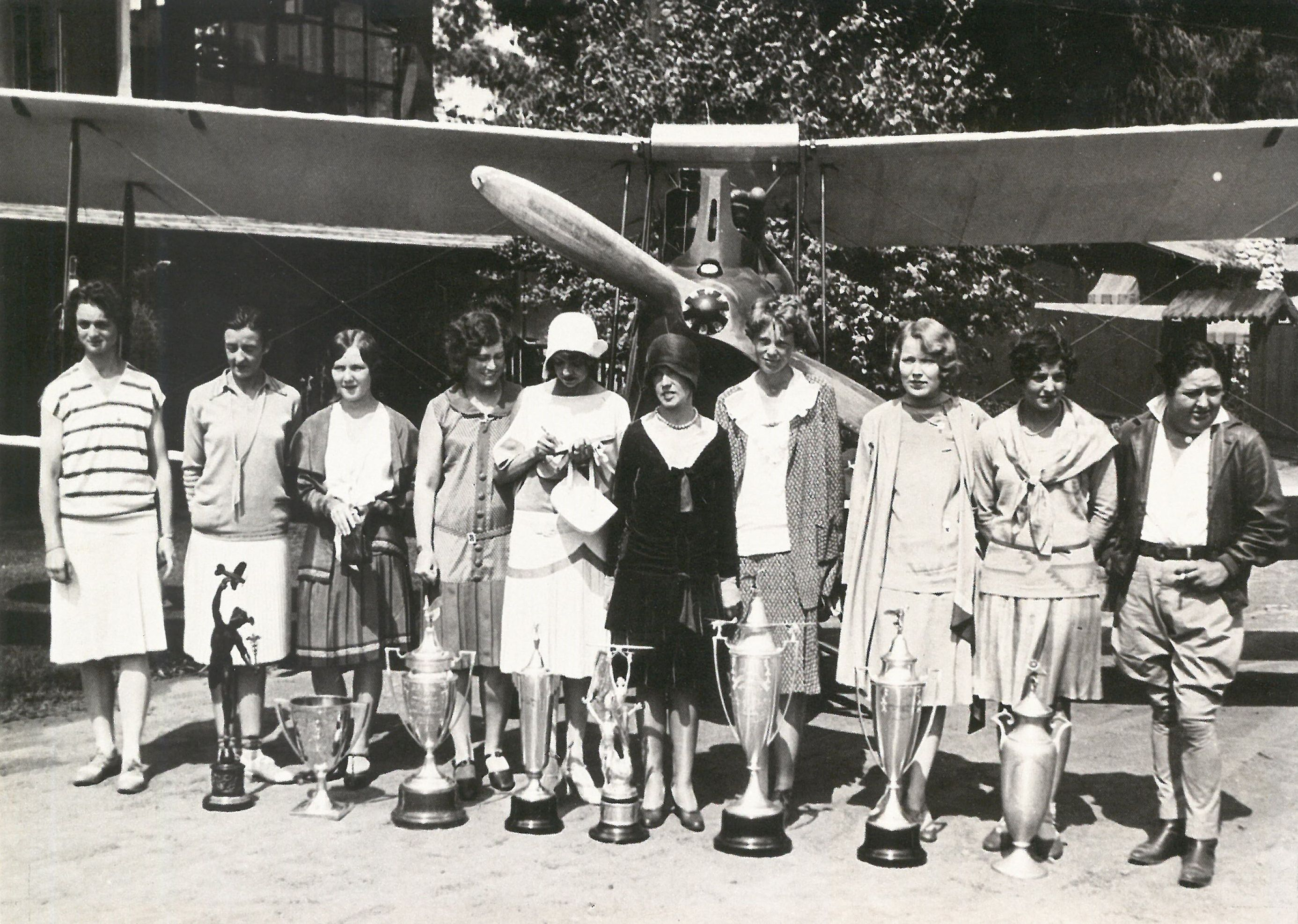
Derby national aérien féminin en 1929 avec Amelia Earhart, Blanche Noyes, Bobbi Trout, Louise Thaden, Marjorie Crawford, Marvel Crosson, Pancho Barnes, Patty Willis, Ruth Elder et Vera Dawn Walker.

Par la suite, Evelyn Trout se met à la recherche de sponsors, afin de pouvoir  vivre de sa passion, le pilotage. En 1928, son avion fait partie d'une exposition sur l'aviation organisée par la May Company (en). La Sunset Oil Company, déjà reconnue comme sponsor dans d'autres manifestations, lui propose d'apposer son logo sur la carlingue de l'avion, en échange de quoi elle fournit Evelyn Trout en carburant et en huile d'aviation.

### Premiers records avec le Golden Eagle
R.O. Bone, constructeur du monoplan Golden Eagle, prend contact avec Evelyn Trout. Il recherche un pilote confirmé afin d'effectuer les vols de démonstration du Golden Eagle à travers le pays. Bone offre 35 $ par semaine plus les frais à Trout, ce qu'elle accepte. Avec le Golden Eagle, elle remporte une première place dans la course aérienne organisée à l'occasion de l'inauguration de l'aéroport métropolitain de Los Angeles de Mines Field, aujourd'hui l'aéroport international Van Nuys ou LAX. On voit le Golden Eagle sur les photos de l'inauguration officielle du 14 décembre 1928,.

#### Records d'endurance sans ravitaillement
Elle est la deuxième femme à battre le record féminin d'endurance sans ravitaillement. Le 2 janvier 1929, Evelyn Trout décolle avec le Golden Eagle pour un vol qui va durer douze heures et onze minutes. À seulement 22 ans, elle établit un record d'endurance en solo chez les femmes, dépassant de quatre heures le précédent record détenu par Viola Gentry (en) et effectuant son premier atterrissage de nuit. Le 30 janvier 1929, son record est battu d'une heure par l'aviatrice Elinor Smith avec un biplan Brunner WInkle (en) à cockpit ouvert, qui remporte le record avec 13 heures et demie de vol, depuis Mitchel Field.
Trout a le soutien de son sponsor Bone qui s'était engagé à ré-investir chaque fois que son record tomberait. C'est avec un Golden Eagle 60-5D que sera tenté le nouveau record. L'avion mesure 6,65 mètres avec une envergure de 9,27 mètres. Avec un poids à vide de 363 kg et maxi de 612 kg l'avion est propulsé par un moteur de 65 ch. Le moteur de 4,1 litres et 5 cylindres en étoile pèse 103 kg et possède un système de refroidissement par air et permet à l'avion de voler à 130 km/h avec une vitesse maximum de 153 km/h. Le modèle de base de l'avion est vendu à partir de 1 750 $.
Le 10 février 1929, Evelyne Trout s'envole de Mines Field à 17 h 10 pour établir un nouveau record. Pour homologuer un record de temps en vol, le record doit être réalisé en partant et revenant du même aéroport. Après une nuit passée en vol à faire des cercles qui vont jusqu'à Inglewood, Evelyn Trout voit le jour se lever. Elle reprend de l'altitude et quelques avions viennent la rejoindre, confirmant qu'elle est en train de réaliser ce record. Elle se pose vers 10 h 16 soit 17 h 5 après son décollage. Ce vol établit le premier record de vol de nuit féminin et un nouveau record féminin d'endurance en solo, record enregistré sous le numéro 12220 à la FAI.

#### Record d'altitude
Le 16 juin de la même année, Trout pilote un Golden Eagle Chief de 90 ch à une altitude de 4 600 mètres, battant ainsi le record d'altitude des avions de classe légère.

#### Le Women's Air Derby
Modifiant le même avion pour y installer un moteur de 100 ch, Trout relie Clover Field à Santa Monica, en Californie. Le 18 août 1929 elle participe au premier derby aérien transcontinental féminin le Women's Air Derby avec d'autres aviatrices, dont Amelia Earhart, Phoebe Omlie et Louise Thaden. Le Women's Air Derby est surnommé le Powder Puff Derby par l'acteur et humoriste Will Rogers. Ce nom sera utilisé lors de sa ré-édition en 1947 qui durera jusqu'en 1977, date de sa dernière édition. À l'issue des huit jours de course, Amelia Earhart organise une rencontre pour les femmes pilotes et lance l'invitation aux 117 femmes brevetées pilotes. 99 d'entre elles y assistent. L'association les Ninety-Nines: International Organization of Women Pilots est ainsi créée le 2 novembre 1929.

### Les records d'endurance avec ravitaillement
Pour le vol d'endurance, Bobbi Trout et Elinor Smith utilisent un biplan Commercial C-1 Sunbeam (en), avec un moteur Wright Whirlwind de 300 ch. L'objectif est de pouvoir voler pendant un mois avec un ravitaillement en carburant et en vivres effectué depuis un Curtiss Carrier Pigeon (en). À pile ou face, il est décidé qu'Elinor prendrait le premier quart de vol sur le Sunbeam. Elles décollent le 27 novembre 1929. L'avion est ravitaillé en carburant tôt le matin et avant le coucher du soleil. Les ravitaillements se passent bien pendant deux jours. Le jour de Thanksgiving, en vol depuis 39 heures, alors qu'elles sont en manœuvre de ravitaillement, le Curtiss Carrier Pigeon se trouve en difficulté. Bobbi Trout largue le tuyau de ravitaillement tandis qu'Elinor Smith s'éloigne du ravitailleur en difficulté. Celui-ci réussit à atterrir sans encombre. Cependant, le Sunbeam n'a plus assez de carburant pour continuer jusqu'au lendemain matin. Elinor fait atterrir l'avion après 42 heures, trois minutes et demie, concluant le premier vol d'endurance avec ravitaillement jamais effectué par des femmes, un record.
Afin d'obtenir des sponsors, Trout demande à la starlette Edna Mae Cooper (en) de se joindre à sa prochaine tentative de record d'endurance. La première tentative a lieu le 1er janvier 1931, mais en raison de problèmes techniques, le vol est interrompu. Lors de la tentative suivante, le vol totalise 122 heures et 50 minutes, et se pose le 9 janvier 1931, par manque de carburant. Il s'agit d'un nouveau record établi par Bobbi Trout, pour lequel la Fédération aéronautique internationale décerne à Bobbi Trout sa plus haute distinction, le Médaillon de la Fédération et reçoit du roi Carol II de Roumanie un Décret royal et la Croix de l'aviation remise aux pilotes ayant effectué des vols record. Seuls trois pilotes reçurent cette distinction, les deux autres pilotes étant Amelia Earhart et Charles Lindbergh.

## Plus tard dans sa vie
En raison de la dépression et de l'absence de financements, Bobbi Trout vole beaucoup moins. En 1931, elle devient instructrice à la Cycloplane Company Ltd. à Los Angeles. En 1937 et 1938, les emplois dans l'aviation devenant encore plus rares, Bobbi Trout devient photographe en obtenant sa licence de photographe commerciale.
Quand Bobbi Trout apprend que les compagnies aériennes mettaient à la ferraille des milliers de rivets inutilisés chaque jour parce que c'était trop cher pour les trier, Bobbi Trout invente une machine pour les trier et crée l'Aero Reclaiming Company. Trois ans plus tard, elle vend ses parts et se lance dans le développement d'équipements d'ébavurage pour lisser les arêtes des métaux usinés.
Bobbi Trout est à l'origine de suffisamment d'inventions pour recevoir le Certificat du mérite de l'atelier international des inventeurs (Certificate of Achievement from the Inventors Workshop International).
En 1949, Bobbi Trout obtient son permis de courtier immobilier et ouvre une agence immobilière. Au cours des décennies suivantes, elle se lance dans l'impression offset et ouvre un bureau d'assurance-vie et de fonds communs de placement. En 1976, elle s'installe dans le North County (en) de San Diego.
Elle meurt le 24 janvier 2003 à San Diego à l'âge de 97 ans des suites d'une attaque cardiaque. Elle est enterrée au Valhalla Aviation,.

## Prix, nominations, célébrations et reconnaissances
Le 1er octobre 1976, l'association OX5 Aviation Pioneers décerne un Outstanding Women's Award à Bobbi Trout. OX-5 est le nom d'un moteur d'avion, le Curtiss OX-5 (en) moteur que Bobbi Trout utilisa sur plusieurs de ses avions.
En juillet 1979, Bobbi est nommée comme l'une des 14 membres fondatrices des Ninety-Nines à la convention annuelle d'Albany, dans l'État de New York.
Le 2 novembre 1979, une plaque reconnaissant son action dans le domaine de l'aviation est posée au San Diego Aerospace Historical Center à l'occasion du cinquantenaire des Ninety-Nines.
Le 11 février 1984, elle célèbre le 55e anniversaire de la « Première femme à voler toute la nuit ».
Le 13 octobre 1984, l'OX5 Club of America la fait entrer dans le Hall of Fame du OX5 Aviation Pioneers.
Le 7 janvier 1986 Bobbi Trout célèbre son 80e anniversaire, interviewée aux commandes d'un hélicoptère en vol stationnaire au-dessus du pont du Golden Gate, à San Francisco, en Californie.
Le 28 mai 1986 à la base aérienne de Maxwell de Montgomery en Alabama lors du Gathering of Eagles Program (en), où elle est classée parmi les étoiles de l'aviation.
En 1991, elle reçoit le Elder Statesman Award distinction de la NAA (National Aeronautic Association).
Le 16 mars 1993, elle entre dans le Hall of Fame du Women in Aviation (en).
Le 11 octobre 1993 est diffusé l'épisode 3 de la saison 6 de la série American Experience où Bobbi interprète son propre rôle avec Elinor Smith, avec des images d'Amelia Earhart et parrainée par l'American Hall of Aviation History.
En 1995, la station de télévision de Los Angeles, KTLA, met en vedette Bobbi pour le 65e anniversaire de l'ouverture de l’aéroport de Burbank, alors sous son premier nom de United Air Terminal, aéroport où lors de son inauguration 1930, Bobbi avait remporté sa première course.
Le 18 janvier 1996, Bobbi Trout devient la première femme à recevoir le Howard Hughes Memorial Award (en) pour sa vie de contribution à l'aviation.
En novembre 1998, Bobbi entre au Walk of Fame du Flight Path Learning Center dans la catégorie "rmarquants -Notables" plaque 50.
Le 17 juillet 1999, Bobbi est récompensée par la ville de Los Angeles pour le 70e anniversaire de son premier record mondial de vol en solo. Elle reçoit son prix au salon de Van Nuys devant 270 000 personnes.
Le 14 août 1999, Bobbi reçoit au salon de Van Nuys un prix décerné par la ville de Los Angeles pour ses 70 années dédiées au mode de l'aviation.
Le 23 février 2003, l'aéroport de Burbank organise une "Celebration of Life" en l'honneur de toutes les exploits et réalisations d'Evelyn "Bobbi" Trout. L'escadrille Condor survole l'aéroport en rendant hommage à Bobbi en réalisant la figure dite "Formation missing man".
Le 22 mars 2003, Evelyn "Bobbi" Trout lors de la conférence annuelle des Women in Aviation est reconnue comme l'une des 100 personnes les plus influentes de l'histoire de l'aviation.